# Camilo Campo
Camilo Campo (Medellín, Antioquia, Colombia; 17 de septiembre de 1987) es un futbolista colombiano. Juega como mediocampista y actualmente milita en el Real Santander.

## Clubes
| Club                 | País     | Año         |
| -------------------- | -------- | ----------- |
| Bajo Cauca           | Colombia | 2005 - 2007 |
| Itagüí               | Colombia | 2008 - 2010 |
| La Equidad           | Colombia | 2011        |
| Real Santander       | Colombia | 2012-2014   |
| Atlético Bucaramanga | Colombia | 2014        |
| Real Santander       | Colombia | 2015-2018   |

## Palmarés

### Campeonatos nacionales
| Título    | Club   | País     | Año  |
| --------- | ------ | -------- | ---- |
| Primera B | Itagüí | Colombia | 2010 |